# Igapó
Igapó (portugalska izgovorjava: [igaˈpɔ], iz stare tupijščine: 'koreninski gozd') je beseda, ki se v Braziliji uporablja za gozdove, poplavljene s črno vodo v amazonskem biomu. Ti in podobni močvirni gozdovi so sezonsko poplavljeni s sladko vodo. Običajno se pojavljajo ob spodnjih tokovih rek in okoli sladkovodnih jezer. Sladkovodne močvirne gozdove najdemo v različnih podnebnih območjih, od borealnih prek zmernih in subtropskih do tropskih. V porečju Amazonke v Braziliji je sezonsko poplavljen gozd znan kot poplavna ravnica, ki je v mnogih pogledih podobna igapóju; ključna razlika med habitatoma je v vrsti vode, ki poplavlja gozd.

## Značilnosti
Za Igapó so značilne predvsem sezonske poplave, ki jih povzročajo obilne padavine; na nekaterih območjih so lahko drevesa potopljena do 6 mesecev na leto. Ti ekosistemi so razmeroma odprti in imajo več kot 30-odstotno pokritost s krošnjami s povprečno višino krošnje med 20–25 m; redke mere dreves lahko dosežejo 33–36 m. Drevesna sestava vključuje raznoliko mešanico vrst listov in sezonskosti. Razvoj drevesnih združb v sladkovodnih močvirnih gozdovih je močno odvisen od mikrotopografije in intenzivnosti poplav. Močvirnati gozdovi imajo lahko ostro okolje, v katerem le nekaj prilagojenih vrst lahko vzdržuje življenje ali prevladuje nad drugimi drevesnimi vrstami. Ena od drevesnih vrst, ki jih večinoma najdemo v sladkovodnih močvirnih gozdovih, so metuljnice, v katerih ima večina močvirnih gozdov visoko populacijo posameznih vrst metuljnic. Stročnice v teh gozdovih naj bi bogato vezale dušik, kar je najpogostejše na preplavljenih lokacijah in naj bi bila ugodna lastnost pri sezonskem in/ali nenehnem premočevanju.
Sladkovodne močvirne gozdove lahko razvrstimo v dve kategoriji gozdnatih mokrišč, ki so trajno in občasno poplavljeni gozdovi. Ti dve vrsti je mogoče najti zaradi velike mikrotopografske variacije. Zaradi teh topografskih razlik so drevesne združbe razmejene in razporejene po majhnih neprekinjenih območjih.
Ti gozdovi bi morda lahko vzdrževali veliko število vrst ptic, sesalcev, plazilcev, dvoživk, rib in nevretenčarjev, vendar se biotska raznovrstnost med mokriščnimi ekosistemi razlikuje in bogastvo vrst v sladkovodnih močvirnih gozdovih ni povsem znano. Kar zadeva rastlinske vrste, imajo ti gozdovi manjšo raznolikost v primerjavi z drugimi vrstami gozdov, kot je terra firma v Južni Ameriki.

## Kemija tal
Za gozdove Igapó so značilna peščena kisla tla z nizko vsebnostjo hranil. Barva in kislost vode sta posledica organskih molekul v tleh, imenovanih huminske snovi (npr. huminska kislina, fulvična kislina), ki so raztopljene v vodi. Kislost iz vode se prevede v kisla tla. So bolj revni s hranili kot primerljiv poplavni gozd. Prav tako »prenašajo manj suspendiranih anorganskih elementov in vsebujejo povišane koncentracije raztopljenega organskega materiala, kot so huminske in fulvinske kisline«. Zato gozdovi igapó podpirajo sorazmerno manj življenja, okolju na teh območjih pa primanjkuje vrstne raznolikosti in živalske biomase. Gozdna tla Várzea imajo visoko vsebnost hranil, ker so deležna transporta velikih obremenitev sedimentov iz rek z belo vodo. Nasprotno pa gozdovi igapó ne prejmejo tega sezonskega dotoka sedimentov, kar pojasnjuje tla, revna s hranili. Vendar pa imajo najvišje koncentracije fosforja med primerljivimi gozdnimi tlemi na poplavnih ravninah in terra firma. Vendar pa sezonsko poplavljanje tal povzroči anoksične pogoje, ki omejuje rast rastlin.

## Rastlinstvo
Igapó in drugi poplavljeni gozdovi običajno kažejo manjšo raznolikost rastlin kot v gozdovih terra firma. Podobno kot pri drugih gozdovih, ki jih najdemo po tropih, je običajno opaziti le nekaj prevladujočih drevesnih vrst. Porazdelitev dreves in drugih rastlin je močno odvisna od odpornosti vrst na poplave, kar povzroča nenaključno porazdelitev rastlin tam, kjer vrste, ki so bolj odporne na poplave, najdemo na nižjih nadmorskih višinah, vrste, ki so manj odporne na poplave, pa na višjih legah. Fabaceae (ali Leguminosae) in Euphorbiaceae so prevladujoče družine rastlin, opažene v gozdu igapó.

### Razpršeno seme
Drevesne vrste, prilagojene sezonskim poplavam, so se prilagodile tako, da povečajo pridelavo plodov v obdobjih poplav, da bi izkoristile nove razpoložljive metode razprševanja semen. Ribe pojedo skoraj vse plodove, ki padejo v vodo, vrste, ki ne morejo prebaviti semen, pa jih sčasoma izločijo in razpršijo v vodo. Razširjanje z drugimi vektorji, kot so ptice in opice v igapóju, je drugotnega pomena v primerjavi z ribami. Pomemben dejavnik pri preživetju semen je prisotnost plenilcev semen. Ribe, ki nimajo močnih čeljusti, kot pri haracinih, kot so somi, prebavijo mesnato snov sadeža, medtem ko gredo semena nepoškodovana skozi črevesje. Ker se mnogi somi hranijo od spodaj, so ključni razpršilci semen, ki potonejo, ko vstopijo v vodo.

## Živalstvo
Na raznolikost kopenskih prostoživečih živali in rib v igapóju močno vplivajo poplave. V obdobjih poplav se veliko število vodnih vrst seli v poplavljeni gozd v iskanju hrane. Populacije rib so največje v obdobjih največje obroditve in Orinoška pliskavka ter orjaška vidra se vselita obilja hrane. V primerjavi z gozdovi terra firma ima igapó manj hranilnih snovi in daje prednost počasi rastočim rastlinam z nizko proizvodnjo mesnatih plodov, kar je povzročilo manjšo raznolikost in številčnost živali.
Večji kopenski sesalci imajo različne strategije za spopadanje s poplavami: rdeli jeleni (Mazama americana) in pekariji Dicotyles tajacu se preselijo na otoke in preusmerijo prehrano s sadja na brskanje po lesnatih rastlinah. Sezonske poplave večinoma ne prizadenejo beloustih pekarijev (Tayassu pecari) in južnoameriških tapirjev (Tapirus terrestris); obe vrsti v teh časih izkoriščata večjo obilico sadja. Beloustni pekariji se selijo med poplavljenimi in suhimi območji, tapirji pa so zelo sposobni plavalci.
Drevesni sesalci, kot so opice, so manj bogati z vrstami v primerjavi z gozdovi terra firma zaradi zmanjšanja drevesne raznolikosti in posledično pomanjkanja različnih primernih vrst hrane. Nižja gostota populacije ptic odraža tudi pomanjkanje hranil v gozdovih igapó. V narodnem parku Jaú je na primer 247 vrst ptic v gozdovih terra firma; 121 od teh vrst je omejenih na ta habitat. V sosednjih gozdovih igapó najdemo 194 vrst ptic; od teh jih je le 58 omejenih na igapó.

## Človeška prisotnost in uporaba
Domači Amazonci že tisoče let uporabljajo in spreminjajo gozdove, v katerih živijo. Številne študije kažejo, da prisotnost s hranili bogate 'črne zemlje' v okoljih igapó, ki je običajno revna s hranili, kaže na intenzivno gnojenje in požigalništvo teh območij. Črna prst je modificirana prst, za katero je značilna visoka vsebnost hranil iz zelo stabilne organske snovi in visoka vsebnost fosforja.
Zelo rodovitna tla in odprtost teh območij potrjujejo, da so domači Amazonci ta polja uporabljali za poljedelstvo.
Vendar pa Amazonci teh območij niso uporabljali samo za pridelke; svoja kmetijska zemljišča so uporabljali tudi kot prostor za lov. Številne živali (glodavci, tapirji in jeleni) privabljajo ta območja zaradi hrane. Amazonci ulovijo presežek, da živali ne porabijo preveč njihovih virov hrane. Če pa živali začnejo izčrpavati pridelke, bodo nato ulovili večje število živali. Poleg tega Amazonci uživajo ribe kot glavni vir beljakovin. Avtohtona ljudstva razumejo, da gozd, medtem ko je poplavljen, služi kot bistveno krmišče, ki povečuje številčnost rib. Zaradi tega mnogi varujejo gozdove igapó pred krčenjem gozdov.

## Ohranjanje
Največja nevarnost za gozdove igapó je gradnja jezov hidroelektrarn na pritokih reke Amazonke; ko bodo jezovi zgrajeni, bodo preusmerili ogromne količine vode in dramatično spremenili hidrologijo amazonskega porečja in njegovih ekosistemov. Ker je veliko rastlin v sezonsko poplavljenih gozdovih zelo prilagojeno določenemu urniku poplav, bodo spremembe v vzorcih poplav in ustvarjanje trajno poplavljenih območij povzročili višje stopnje umrljivosti dreves. Izguba teh dreves bo verjetno vplivala na populacije sadjejedih ptic, kot so modrovrati guan (Pipile cumanensis) in nekatere amazonske papige, ki so omejene na igapó. Izguba habitata bo povzročila selitve vrst, kar bo neizogibno povzročilo večjo konkurenco v nespremenjenih habitatih in morebitno lokalno izumrtje.
Krčenje gozdov je tudi velik problem ohranjanja, saj je za gozdove igapó značilna počasna rast dreves zaradi nizke vsebnosti hranil v tleh in visoke kislosti tal. Kljub nizki razpoložljivosti hranil so igapó in drugi poplavni gozdovi lahko biotska raznovrstnost z nekaterimi delno endemičnimi vrstami. Zaradi kemične sestave tal in sezonskih poplav drevesa in drugi viri po navadi počasneje rastejo po spravilu s strani ljudi kot v drugih vrstah amazonskih gozdov. Zato gozdovi igapó ne morejo vzdrževati poseka lesa. V prihodnosti je treba gozdove igapó v celoti zaščititi pred sečnjo in krčenjem gozdov zaradi nizke produktivnosti v njih.
Na zavarovanih območjih, kot je narodni park Jaú, pomanjkanje avtohtonih prebivalcev in nizka populacija podeželskih družin omejujeta možnost prekomernega ulova rib in vrst želv. Vendar pa je izvrševanje predpisov o nabiranju problematično, če so na vhodu v park samo trije čuvaji parka. Na drugih nezaščitenih območjih, kjer ni nadzornikov, lahko neregulirano pridobivanje favne s strani ljudi, ki se preselijo v gozdove igapó zaradi lova in ribolova, negativno vpliva na prihodnje staleže. Približno 3 % sezonsko poplavljenih gozdov v Amazoniji je zaščitenih v narodnih parkih ali bioloških rezervatih.

## Pomembna področja
Sladkovodni močvirni gozdovi so razširjeni v več podnebnih pasovih po vsem svetu, kot so borealni, zmerni, tropski in subtropski pasovi. Najdemo jih v Afrotropih, Avstralaziji, Indomalaji in Neotropih. Vendar pa jih najdemo predvsem na območjih Amazonije.
Cantão
Igapó gozdovi so ena od posebnih naravnih skupnosti v državnem parku Cantão. Ponujajo bogato vrsto ptic, ki vključuje nekatere strokovnjake za habitate zaradi edinstvenega ekosistema, ki ga zagotavlja poplava črne vode. Drevesa v igapó' cvetijo, ko se začne sezona poplav. To počnejo, da lahko spustijo plodove v vodo, da ga razpršijo različni taksoni rib.
Narodni park Jaú
Narodni park Jaú je bil ustanovljen leta 1980 in je največji narodni park v porečju Amazonke in drugi največji zavarovani tropski gozd. Znan je po visoki stopnji biotske raznovrstnosti in različnih ekosistemih znotraj. Park varuje celotno povodje reke Jaú, ki je eden najboljših primerov črnovodnega ekosistema, kjer je voda obarvana s kislo razpadajočo organsko snovjo.
rezervat za trajnostni razvoj Mamirauá
57,000 km² blizu Tefé, Brazilija
Ekološka postaja Anavilhanas
ekološka postaja, ki vključuje na stotine otokov v Rio Negro